# Орхан Мурад
Орхан Мурад (Крџали, 27. јануар 1967), бугарски је поп-фолк певач и музичар.

## Дискографија

### Албуми
- (1995)
- (1996)
- (1998)
- (1999)
- (2000)
- (2001)
- (2002)
- (2003)
- (2004)
- (2005)
- (2007)
- (2017)